# Mixomelia duplicinota
Mixomelia duplicinota là một loài bướm đêm trong họ Noctuidae.